# 张成祥
张成祥（1989年1月25日—），是一名中国足球运动员，现在效力于贵州人和，司职前锋。

## 俱乐部生涯
2007年，张成祥被提升进入中国足球超级联赛球队长沙金德一线队名单。同年4月7日，他在长沙金德客场2比4不敌山东鲁能泰山的比赛第80分钟替补李振鸿出场，上演职业生涯的首秀。 作为球队的替补前锋，张成祥并没有在长沙金德得到太多的出场机会，他在2007赛季出场2次，2008赛季出场11次，2009赛季出场9次，2010赛季出场4次。2010年8月14日，他在长沙金德客场挑战天津泰达的比赛中射进职业生涯的首个进球，但最终长沙金德2比3不敌对手。
2010赛季结束后，长沙金德联赛垫底降级，12月，他和哥哥张成林一起转会加盟另一支中超球队陕西浐灞。 但是他依然未能在球队一线队得到太多机会，2011赛季主要在预备队联赛效力。2012赛季随队南迁贵阳，7月4日，他在2012年中国足协杯第三轮贵州人和主场2比0击败广东日之泉的比赛首发出场，第一次代表一线队亮相。 7月中旬，他和队友廖林琨、王尔卓一起被租借到中国足球乙级联赛球队陕西老城根。他在2012年中国足球乙级联赛分区赛中射进5个进球，帮助陕西老城根以北区第四名的成绩进入总决赛。但总决赛八强战中，陕西老城根两回合0比2不敌南区第一名贵州智诚被淘汰，无缘升级。 2013年3月，陕西老城根宣布续租张成祥一年。